# Dörte Schall

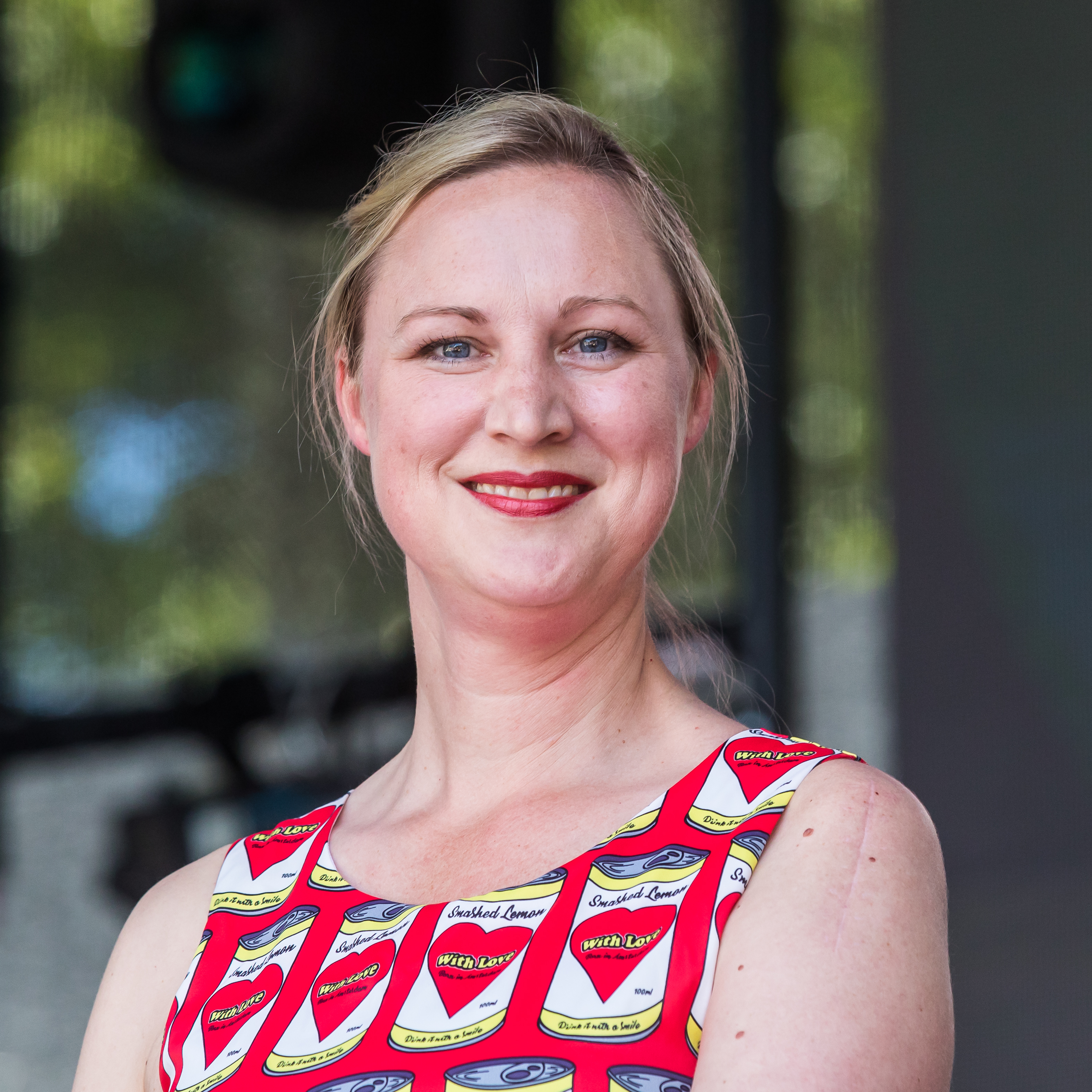
Dörte Schall im Jahr 2022

Dörte Schall (* 13. September 1977 in Ludwigshafen am Rhein) ist eine deutsche Politikerin (SPD). Sie ist seit Juli 2024 Ministerin für Arbeit, Soziales, Transformation und Digitalisierung des Landes Rheinland-Pfalz.

## Leben
Schall legte 1997 das Abitur am Geschwister-Scholl-Gymnasium in Ludwigshafen am Rhein ab. Von 1997 bis 2005 studierte sie Rechtswissenschaft an der Universität Trier. Von 1999 bis 2000 war sie Präsidentin des Studierendenparlaments der Universität Trier. Von 2005 bis 2008 absolvierte sie ihr Rechtsreferendariat am Oberlandesgericht Koblenz. Sie legte das zweite juristische Staatsexamen ab. Von 2008 bis 2015 war sie als Gewerkschaftssekretärin der IG Bergbau, Chemie, Energie tätig.
Schall ist verheiratet mit Jochen Reeh-Schall, Bezirksbürgermeister im Stadtbezirk Bonn, und hat zwei Kinder.

## Politik
Schall ist seit 1996 Mitglied der SPD. Zunächst war sie bei den Jusos in Rheinland-Pfalz und im Bundeskoordinierungsausschuss der Juso-Hochschulgruppen aktiv. Von 2008 bis 2015 war sie stellvertretende Vorsitzende der SPD in Bonn. Bei der Europawahl 2014 kandidierte sie erfolglos auf Platz 50 der SPD-Bundesliste. Von 2015 bis 2024 leitete sie in der Stadt Mönchengladbach das Dezernat für Soziales, Jugend und Gesundheit. Zusätzlich war sie von 2023 bis 2024 Stadtdirektorin und erste Stellvertreterin des Oberbürgermeisters in der Stadtverwaltung. Von 2018 bis 2024 war sie stellvertretende Vorsitzende der SPD Nordrhein-Westfalen. 2022 war sie Mitglied der 17. Bundesversammlung.
Am 10. Juli 2024 wurde Schall zur Ministerin für Arbeit, Soziales, Transformation und Digitalisierung des Landes Rheinland-Pfalz ernannt. Sie folgte Alexander Schweitzer nach, der am selben Tag das Amt des Ministerpräsidenten antrat.

## Mitgliedschaften
Schall ist unter anderem Mitglied der Arbeiterwohlfahrt, der IG Bergbau, Chemie, Energie, des Marie-Schlei-Vereins und des Deutschen Juristinnenbunds.